# Spilosoma
Spilosoma är ett släkte av fjärilar som beskrevs av John Curtis  1825. Spilosoma ingår i familjen björnspinnare.

## Dottertaxa tillSpilosoma, i alfabetisk ordning[1][2]
- Spilosoma abdominalis
- Spilosoma accensa
- Spilosoma adelphus
- Spilosoma aestiva
- Spilosoma affinis
- Spilosoma afghanistanensis
- Spilosoma alba
- Spilosoma albens
- Spilosoma alberti
- Spilosoma albescens
- Spilosoma albicornis
- Spilosoma albida
- Spilosoma albinotata
- Spilosoma albipalpata
- Spilosoma albiramis
- Spilosoma albistriga
- Spilosoma albiventre
- Spilosoma alexandri
- Spilosoma alikangensis
- Spilosoma alpina
- Spilosoma amelaina
- Spilosoma amilada
- Spilosoma amurensis
- Spilosoma amuri
- Spilosoma ananda
- Spilosoma angiani
- Spilosoma angolensis
- Spilosoma angularis
- Spilosoma annellata
- Spilosoma anopunctata
- Spilosoma anterorufa
- Spilosoma antigone
- Spilosoma apicistrigata
- Spilosoma apuncta
- Spilosoma arctichroa
- Spilosoma aspersa
- Spilosoma assama
- Spilosoma assamensis
- Spilosoma athena
- Spilosoma atridorsia
- Spilosoma atrivenata
- Spilosoma atromaculata
- Spilosoma aurantiaca
- Spilosoma aurantifemer
- Spilosoma aurapsa
- Spilosoma auricostata
- Spilosoma azumai
- Spilosoma baibarana
- Spilosoma baibarensis
- Spilosoma barbarensis
- Spilosoma barteli
- Spilosoma basilimbata
- Spilosoma basistriats
- Spilosoma batesi
- Spilosoma baxteri
- Spilosoma beata
- Spilosoma benesignata
- Spilosoma bergmani
- Spilosoma berolinensis
- Spilosoma biagi
- Spilosoma bicolor
- Spilosoma bifasciata
- Spilosoma bifasciats
- Spilosoma bifrons
- Spilosoma bifurca
- Spilosoma bimaculata
- Spilosoma binaghii
- Spilosoma bipartita
- Spilosoma bipuncta
- Spilosoma bipunctata
- Spilosoma bisecta
- Spilosoma biseriata
- Spilosoma bisfacia
- Spilosoma borneensis
- Spilosoma brandti
- Spilosoma breteaudeani
- Spilosoma brunnea
- Spilosoma brunneomixta
- Spilosoma burmanica
- Spilosoma buryi
- Spilosoma butti
- Spilosoma caeria
- Spilosoma caesarea Synonym till Phragmatobia luctifera
- Spilosoma cajetani
- Spilosoma canescens
- Spilosoma carbonis
- Spilosoma casigneta
- Spilosoma castanea
- Spilosoma castelli
- Spilosoma caucasia
- Spilosoma caucasica
- Spilosoma cellularis
- Spilosoma centristriata
- Spilosoma cervina
- Spilosoma charbini
- Spilosoma chekiangi
- Spilosoma chionea
- Spilosoma chishimana
- Spilosoma circumpunctata
- Spilosoma clava
- Spilosoma coccinea
- Spilosoma cognata
- Spilosoma comma
- Spilosoma comorensis
- Spilosoma confusa
- Spilosoma congrua
- Spilosoma contaminata
- Spilosoma continentalis
- Spilosoma costalis
- Spilosoma costata
- Spilosoma costimacula
- Spilosoma crassa
- Spilosoma crossi
- Spilosoma curula
- Spilosoma curvilinea
- Spilosoma cymbalophoroides
- Spilosoma daitoensis
- Spilosoma dalbergiae
- Spilosoma danbyi
- Spilosoma decolorata
- Spilosoma defasciata
- Spilosoma deleta
- Spilosoma denigrata
- Spilosoma dentilinea
- Spilosoma depuncta
- Spilosoma deroseata
- Spilosoma deschangei
- Spilosoma diamila
- Spilosoma diluta
- Spilosoma dinawa
- Spilosoma discalis
- Spilosoma discinigra
- Spilosoma discolinea
- Spilosoma dissimilis
- Spilosoma distincta
- Spilosoma divisa
- Spilosoma doerrisi
- Spilosoma dohertyi
- Spilosoma dornesi
- Spilosoma dorsalis
- Spilosoma dubia
- Spilosoma dufranei
- Spilosoma eboraci
- Spilosoma echo
- Spilosoma edelsteni
- Spilosoma eichhorni
- Spilosoma elbursi
- Spilosoma eldorado
- Spilosoma elegans
- Spilosoma elongata
- Spilosoma eogena
- Spilosoma ericsoni
- Spilosoma erminea
- Spilosoma erubescens
- Spilosoma erythrastis
- Spilosoma erythrophleps
- Spilosoma erythrozonata
- Spilosoma euryphlebia
- Spilosoma everetti
- Spilosoma eximia
- Spilosoma extrema
- Spilosoma fallaciosa
- Spilosoma fasciata
- Spilosoma feifensis
- Spilosoma felderi
- Spilosoma feminina
- Spilosoma flammeola
- Spilosoma flava
- Spilosoma flavalis
- Spilosoma flavens
- Spilosoma flaveola
- Spilosoma flavescens
- Spilosoma flavida
- Spilosoma flavidior
- Spilosoma flavifrons
- Spilosoma flavoabdomina
- Spilosoma flavotergata
- Spilosoma fletcheri
- Spilosoma flexomaculosa
- Spilosoma formosana
- Spilosoma fortunata
- Spilosoma fraterna
- Spilosoma frontalis
- Spilosoma fujinensis
- Spilosoma fukieni
- Spilosoma fulvohirta
- Spilosoma fumida
- Spilosoma fumosa
- Spilosoma fumosana
- Spilosoma fuscescens
- Spilosoma fuscifrons
- Spilosoma fuscipennis
- Spilosoma fuscitincta
- Spilosoma fuscobasalis
- Spilosoma fuscovenata
- Spilosoma garida
- Spilosoma gerda
- Spilosoma germanica
- Spilosoma gianellii
- Spilosoma godarti
- Spilosoma gomerensis
- Spilosoma gopara
- Spilosoma gracilis
- Spilosoma grandis
- Spilosoma griseabrunnea
- Spilosoma griveaudi
- Spilosoma groganae
- Spilosoma guérini
- Spilosoma guttata
- Spilosoma gynephaea
- Spilosoma hagetti
- Spilosoma hainana
- Spilosoma hampsoni
- Spilosoma hanoica
- Spilosoma hartigi
- Spilosoma hercules
- Spilosoma heringi
- Spilosoma heterogenea
- Spilosoma heylartsi
- Spilosoma hilaris
- Spilosoma hirayamae
- Spilosoma holobrunnea
- Spilosoma holophaeum
- Spilosoma holoxantha
- Spilosoma hongkongensis
- Spilosoma hosei
- Spilosoma howqua
- Spilosoma howra
- Spilosoma hunana
- Spilosoma hypogopa
- Spilosoma hyporhoda
- Spilosoma hypsoides
- Spilosoma ignivagans
- Spilosoma immaculata
- Spilosoma immarginata
- Spilosoma imparilis
- Spilosoma impleta
- Spilosoma impunctata
- Spilosoma inaequalis
- Spilosoma incisa
- Spilosoma incurvata
- Spilosoma indica
- Spilosoma inexpectata
- Spilosoma infernalis
- Spilosoma infuscata
- Spilosoma intercisa
- Spilosoma intercissa
- Spilosoma intermedia
- Spilosoma inversa
- Spilosoma ione
- Spilosoma irene
- Spilosoma irregularis
- Spilosoma jacksoni
- Spilosoma janeckoi
- Spilosoma jankowskii
- Spilosoma japonensis
- Spilosoma japonica
- Spilosoma javana
- Spilosoma javanica
- Spilosoma jezoensis
- Spilosoma jordani
- Spilosoma jordansi
- Spilosoma jucunda
- Spilosoma jugicola
- Spilosoma jussiaeae
- Spilosoma kannegieteri
- Spilosoma karakorumica
- Spilosoma karschi
- Spilosoma kasloa
- Spilosoma kebea
- Spilosoma kendevani
- Spilosoma khasiana
- Spilosoma kiangsui
- Spilosoma kikuchii
- Spilosoma korearctia
- Spilosoma krausmanni
- Spilosoma krejai
- Spilosoma krieghoffi
- Spilosoma kuangtungensis
- Spilosoma lacteata
- Spilosoma lacticolor
- Spilosoma landaca
- Spilosoma lateritica
- Spilosoma latipennis
- Spilosoma latiradiata
- Spilosoma lativitta
- Spilosoma leighi
- Spilosoma lentifasciata
- Spilosoma leopardina
- Spilosoma leopardinula
- Spilosoma leopoldi
- Spilosoma lepus
- Spilosoma leucoptera
- Spilosoma leucothorax
- Spilosoma lewisi
- Spilosoma lifuensis
- Spilosoma likiangensis
- Spilosoma limbata
- Spilosoma limitata
- Spilosoma lineata
- Spilosoma liturata
- Spilosoma longiramia
- Spilosoma lubricipeda
- Spilosoma lubricipedum
- Spilosoma lucida
- Spilosoma luctifera
- Spilosoma luctuosa
- Spilosoma lugens
- Spilosoma lugubris
- Spilosoma lungtani
- Spilosoma lutea
- Spilosoma luteiformis
- Spilosoma luteoradians
- Spilosoma lutescens
- Spilosoma luteum
- Spilosoma luxerii
- Spilosoma madagascariensis
- Spilosoma major
- Spilosoma malagasicum
- Spilosoma malatiana
- Spilosoma mandarina
- Spilosoma mandschurica
- Spilosoma maniemae
- Spilosoma maracandica
- Spilosoma marginestriata
- Spilosoma marqinata
- Spilosoma martulifera
- Spilosoma mashuensis
- Spilosoma mediocincta
- Spilosoma mediocinerea
- Spilosoma mediopunctata
- Spilosoma mediosimplex
- Spilosoma meeki
- Spilosoma melaina
- Spilosoma melanimon
- Spilosoma melanocephala
- Spilosoma melanochorium
- Spilosoma melanochroa
- Spilosoma melanodisca
- Spilosoma melanosoma
- Spilosoma melanostigma
- Spilosoma melli
- Spilosoma mendica
- Spilosoma mendicana
- Spilosoma menthastri
- Spilosoma meridei
- Spilosoma metaleuca
- Spilosoma metarhoda
- Spilosoma metaxantha
- Spilosoma metelkana
- Spilosoma mienshanica
- Spilosoma milloti
- Spilosoma minschani
- Spilosoma minschanica
- Spilosoma miserata
- Spilosoma moerans
- Spilosoma moerens
- Spilosoma mollicula
- Spilosoma moltrechti
- Spilosoma mona
- Spilosoma montana
- Spilosoma moorei
- Spilosoma morio
- Spilosoma mortua
- Spilosoma multiguttata
- Spilosoma multiscripta
- Spilosoma multivittata
- Spilosoma murina
- Spilosoma mus
- Spilosoma mysolica
- Spilosoma nebulosa
- Spilosoma neglecta
- Spilosoma nehallenia
- Spilosoma neurica
- Spilosoma neurographa
- Spilosoma niceta
- Spilosoma nigrescens
- Spilosoma nigricorna
- Spilosoma nigricornis
- Spilosoma nigricosta
- Spilosoma nigrifrons
- Spilosoma nigrita
- Spilosoma nigrocastanea
- Spilosoma nigrociliata
- Spilosoma nigrocincta
- Spilosoma nigrocosta
- Spilosoma nigrocostata
- Spilosoma nigrodorsata
- Spilosoma nigropunctata
- Spilosoma nigrostriata
- Spilosoma nigroundulata
- Spilosoma ningyuenfui
- Spilosoma ninyas
- Spilosoma nipponensis
- Spilosoma nivea
- Spilosoma nobilis
- Spilosoma nudum
- Spilosoma nyasana
- Spilosoma nyasica
- Spilosoma nydia
- Spilosoma oberthuri
- Spilosoma obliqua
- Spilosoma obliquivitta
- Spilosoma obliquizonata
- Spilosoma obliterata
- Spilosoma obscura
- Spilosoma obscurascens
- Spilosoma obsoleta
- Spilosoma obsoletilinea
- Spilosoma occidens
- Spilosoma occidentalis
- Spilosoma ochrea
- Spilosoma ochrifrons
- Spilosoma okinawana
- Spilosoma opulenta
- Spilosoma owgarra
- Spilosoma pales
- Spilosoma pallida
- Spilosoma pallidior
- Spilosoma palliventata
- Spilosoma papuana
- Spilosoma papyracea
- Spilosoma papyratia
- Spilosoma pardalina
- Spilosoma paucillata
- Spilosoma paucipuncta
- Spilosoma pauliani
- Spilosoma paupera
- Spilosoma pellucida
- Spilosoma pelopea
- Spilosoma penultimum
- Spilosoma peralbata
- Spilosoma perornata
- Spilosoma persimalis
- Spilosoma phaea
- Spilosoma phasma
- Spilosoma pilosa
- Spilosoma pilosoides
- Spilosoma platycroca
- Spilosoma pluripuncta
- Spilosoma porthesioides
- Spilosoma postimpuncta
- Spilosoma postmaculata
- Spilosoma postmagnipuncta
- Spilosoma postmedialis
- Spilosoma postrubida
- Spilosoma pratti
- Spilosoma prima
- Spilosoma proba
- Spilosoma procedra
- Spilosoma procera
- Spilosoma pseudambrensis
- Spilosoma pseudohampsoni
- Spilosoma pseudolutea
- Spilosoma pseudomaenas
- Spilosoma pseudosparsata
- Spilosoma pteridis
- Spilosoma puella
- Spilosoma punctaria
- Spilosoma punctata
- Spilosoma punctigera
- Spilosoma punctilinea
- Spilosoma pura
- Spilosoma purpurea
- Spilosoma pylosa
- Spilosoma quadrilunata
- Spilosoma quadrimacula
- Spilosoma quadrimaculata
- Spilosoma quercii
- Spilosoma radiata
- Spilosoma radiatus
- Spilosoma radiosa
- Spilosoma rattrayi
- Spilosoma rava
- Spilosoma reisseri
- Spilosoma reticulata
- Spilosoma rhea
- Spilosoma rhodesiana
- Spilosoma rhodius
- Spilosoma rhodochroa
- Spilosoma rhododactyla
- Spilosoma rhodophila
- Spilosoma rhodophilides
- Spilosoma rhodophilodes
- Spilosoma rhodosoma
- Spilosoma ribriventris
- Spilosoma rishiriensis
- Spilosoma robleti
- Spilosoma robusta
- Spilosoma robustum
- Spilosoma romaniszyni
- Spilosoma rosacea
- Spilosoma rosea
- Spilosoma roseata
- Spilosoma roseivenata
- Spilosoma roseiventer
- Spilosoma rostagnoi
- Spilosoma rothschildi
- Spilosoma rubescens
- Spilosoma rubidorsa
- Spilosoma rubidus
- Spilosoma rubilinea
- Spilosoma rubitincta
- Spilosoma rubra
- Spilosoma rubribasis
- Spilosoma rubrocollaris
- Spilosoma rubroventralis
- Spilosoma rufescens
- Spilosoma ruficosta
- Spilosoma rufomarginata
- Spilosoma rufula
- Spilosoma russula
- Spilosoma rustica
- Spilosoma rybakowi
- Spilosoma sabulosa
- Spilosoma sagittifera
- Spilosoma sakaguchii
- Spilosoma sangaica
- Spilosoma sangaicum
- Spilosoma sanguinale
- Spilosoma sanguinalis
- Spilosoma sannio
- Spilosoma scita
- Spilosoma scortillum
- Spilosoma scotica
- Spilosoma screabile
- Spilosoma seileri
- Spilosoma semialbescens
- Spilosoma semibrunnea
- Spilosoma semihyalina
- Spilosoma semiramis
- Spilosoma semirosea
- Spilosoma semperi
- Spilosoma seriatopunctata
- Spilosoma sericeipennis
- Spilosoma sericipennis
- Spilosoma shakojiana
- Spilosoma shanghaiensis
- Spilosoma shensii
- Spilosoma siamensis
- Spilosoma sikkimensis
- Spilosoma simpicior
- Spilosoma simplex
- Spilosoma simplicicilia
- Spilosoma simplicior
- Spilosoma simplicipennis
- Spilosoma sinefascia
- Spilosoma sinensis
- Spilosoma sinica
- Spilosoma sjoquista
- Spilosoma snelleni
- Spilosoma solitaria
- Spilosoma sordida
- Spilosoma sordidescens
- Spilosoma sordidior
- Spilosoma soror
- Spilosoma sotiriadis
- Spilosoma sparsalis
- Spilosoma sparsipuncta
- Spilosoma sparsipunctata
- Spilosoma spectabilis
- Spilosoma spilosomata
- Spilosoma spilosomoides
- Spilosoma standfussi
- Spilosoma steudeli
- Spilosoma stigmata
- Spilosoma striatopunctata
- Spilosoma strigatula
- Spilosoma styx
- Spilosoma subcarnea
- Spilosoma subfascia
- Spilosoma subjecta
- Spilosoma substriata
- Spilosoma subtestacea
- Spilosoma subvaria
- Spilosoma suffusa
- Spilosoma sulphurea
- Spilosoma sulutescens
- Spilosoma sumatrana
- Spilosoma suturata
- Spilosoma suzukii
- Spilosoma syra
- Spilosoma taiwanensis
- Spilosoma takamukuana
- Spilosoma taliensis
- Spilosoma tapaishani
- Spilosoma tenuivena
- Spilosoma tienmushanica
- Spilosoma tigrina
- Spilosoma todara
- Spilosoma togoensis
- Spilosoma totinigra
- Spilosoma toxopei
- Spilosoma transiens
- Spilosoma transitoria
- Spilosoma transversata
- Spilosoma trifasciata
- Spilosoma tsinglingi
- Spilosoma tsingtauana
- Spilosoma turatii
- Spilosoma turbida
- Spilosoma turensis
- Spilosoma ukona
- Spilosoma umbrata
- Spilosoma ummera
- Spilosoma unicolor
- Spilosoma unifascia
- Spilosoma uniformis
- Spilosoma unilinea
- Spilosoma unimaculata
- Spilosoma unipuncta
- Spilosoma uralensis
- Spilosoma ursulina
- Spilosoma urticae
- Spilosoma usuguronis
- Spilosoma vagans
- Spilosoma wahri
- Spilosoma walkeri
- Spilosoma walsinghamii
- Spilosoma vandepolli
- Spilosoma varia
- Spilosoma varians
- Spilosoma variata
- Spilosoma vartianae
- Spilosoma venata
- Spilosoma venosa
- Spilosoma vestalis
- Spilosoma whiteheadi
- Spilosoma vialis
- Spilosoma viertli
- Spilosoma viettei
- Spilosoma vieui
- Spilosoma wilemani
- Spilosoma wiltshirei
- Spilosoma virginalis
- Spilosoma virginica
- Spilosoma wittmeri
- Spilosoma vivida
- Spilosoma vlachi
- Spilosoma woodlarkiana
- Spilosoma vulpinaria
- Spilosoma xanthogaster
- Spilosoma xanthosoma
- Spilosoma yemenensis
- Spilosoma yuennanica
- Spilosoma zatima
- Spilosoma zomba

## Bildgalleri

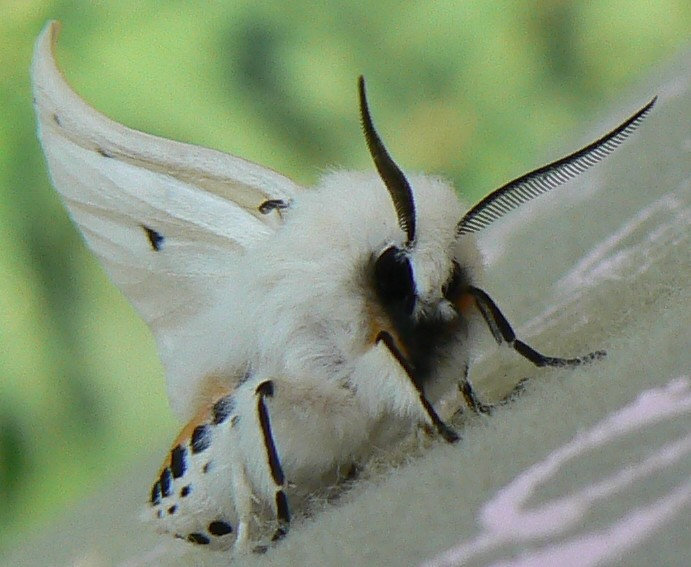